# Opportunity
Opportunity, označba misije MER-B (Mars Exploration Rover - B), je drugo od dveh Nasinih pristajalnih vozil (roverjev), ki delujejo v okviru programa Mars Exploration Rover na površju Marsa. Uspešno je pristal pri planoti Meridiani 25, januarja 2004 ob 05:05 uri, to je tri tedne po njegovem dvojčku Spiritu (MER-A), ki je pristal na drugi strani planeta. Roverjevo ime je bilo izbrano na Nasinem natečaju.
Nasin rover učinkovito deluje dvajsetkrat dlje od predvidenega. Opravlja analize prsti.
Konec marca 2011 je Opportunity pričel 6,5 km dolgo potovajne od kraterja Santa Maria do kraterja Endeavour. 5. julija je bil situiran 2 km pred obrobjem kraterja.
Rover je deloval ne sončne celice zato mu je v masivni peščeni nevihti, ki se je razširila skoraj čez cel planet izgubil vir napajanja in bil tako 12.6.2018 zadnjič v kontaku z Zemljo. Od avgusta 2018 so poskušali spet stopiti v kontakt z roverjem, a je očitno zasut s peskom. Tako je NASA 13.2.2019 uradno zaključila misijo in jo razglasila za velik uspeh.
Opportunity je od načrtovanih 90 solov (Sol je marsovski dan, ki traja približno 24h 39min) deloval kar 14 zemljskih let. V svojem času na Marsu je nam je posredoval ogromno podatkov. Veliko teh podatkov pa bodo znanstveniki še leta preučevali.